# Катастрофа DC-3 в Сот-о-Кошоне
Катастрофа DC-3 в Сот-о-Кошоне — авиационная катастрофа, происшедшая в пятницу 9 сентября 1949 года в округе Кот-де-Бопре провинции Квебек (Канада). Авиалайнер Douglas DC-3A-360 авиакомпании Canadian Pacific Air Lines выполнял пассажирский рейс из Квебека в Бе-Комо, но вскоре после взлёта неожиданно взорвался, после чего рухнул у поселения Сот-о-Кошон, при этом погибли 23 человека. Причиной катастрофы был назван взрыв бомбы на борту, что делает данное происшествие первым подтверждённым подобным случаем в истории Америки.

## Самолёт
Разбившийся самолёт был выпущен в 1942 году изначально как модель Douglas C-47-DL Skytrain (заводской номер — 4518), а 13 июля поступил в военно-воздушные силы Армии США, где получил бортовой номер 41-18456. В октябре того же года его передали 4-й транспортной эскадрилье 62-й объединённой транспортной группы, которая на тот момент базировалась в Кэвиле (графство Уилтшир, Юго-Западная Англия).
В ноябре 1942 года 62-я группа была включена в состав войск, участвующих во вторжении в северо-восточную Африку, а с 15 ноября начинает базироваться в Алжире. В том же месяце её самолёты доставляют британских десантников в Тунис, где они захватывают аэродромы, после чего вся группа также перемещается в Тунис. В июле 1943 года самолёты группы буксируют планёры с войсками на Сицилию, а в июне 1944 года — на север Италии, для атаки отступающих войск противника. В августе 1944 года транспортные самолёты 62-й группы принимают участие в боевых действиях на юге Франции, а в октябре того же года — в Греции.
После окончания Второй мировой войны большинство C-47, включая борт 41-18456, были отставлены от военной службы как излишки. 31 августа 1946 года борт 41-18456 приобретает канадская авиакомпания Canadian Pacific Air Lines, которая переделывает его в гражданскую модель Douglas DC-3A-360. 6 февраля 1947 года лайнер был перерегистрирован, получив новый регистрационный номер CF-CUA и корпоративный — 280.

## Катастрофа
Утром 9 сентября 1949 года авиалайнер выполнял внутренний пассажирский рейс 108 из Монреаля в Бе-Комо с промежуточной посадкой в Квебеке, а на его борту находились 19 пассажиров, включая трёх руководителей американской добывающей компании Kennecott Copper Corporation, и 4 члена экипажа. В 10:25, задержавшись на 5 минут от расписания, рейс 108 вылетел из Квебека. Спустя 20 минут рыбаки в регионе Шарлевуа неожиданно услышали в небе взрыв, после чего увидели самолёт, который, вращаясь, мчался к земле, а затем разбился на северном берегу реки Святого Лаврентия. Рыбаки сразу направились к берегу и сообщили об увиденном. Катастрофа произошла у деревни Сот-о-Кошон, в трёх километрах к юго-западу от железной дороги и в 65 километрах восточнее Квебека. Все 23 человека на борту погибли.

## Расследование
Вскоре к месту происшествия из Квебека прибыли врач Джеймс Хэлпин (англ. James Halpin) и фотограф Эдвардс (англ. Edwards) из газеты Торонто Стар, который сделал несколько снимков. Следом на место прибыли полицейские, которые конфисковали фотокамеру. Однако стражи порядка не стали досматривать врача, не подозревая, что фотограф успел передать тому негативы, благодаря чему снимки разбившегося самолёта были опубликованы в газете, после чего событие получило широкий резонанс.
Следователи сразу обратили внимание на наличие запаха, характерного после детонации взрывчатых веществ. Группа из трёх химиков и нескольких техников после изучения обломков также пришла к выводу, что на борту произошёл взрыв в левой части переднего багажного отделения. Как определили доктор Жан-Мари Руссель (фр. Jean-Marie Roussel) и ассистент Робер Пекле (фр. Robert Péclet), взрывчатым веществом оказался динамит. 13 сентября свидетели в аэропорту рассказали про таинственную женщину в чёрном, которая перед вылетом передала на борт таинственный пакет. 14 сентября в прессе была опубликована информация, что полиция ищет странную незнакомку в чёрном. Через несколько дней эта женщина была опознана — Маргарита Рюэ-Питр (фр. Marguerite Ruest-Pitre), которая после допроса призналась, что в пакете находилась хрупкая статуэтка, которую её попросил пронести на борт продавец часов и ювелирных изделий Альбер Гэ, пообещав за это списать долг в 600 долларов. Женщина заявила, что не знает, какие были мотивы у мистера Гэ, и что это на самом деле была за статуэтка.
Через десять дней после допроса Маргарита попыталась совершить самоубийство, приняв большую дозу снотворного, но её успели спасти. Как она пояснила, к ней вскоре пришёл Гэ и сообщил, что в той статуэтке действительно была бомба. Помимо этого было установлено, что в утро катастрофы жизнь одной из пассажирок была застрахована на 10 000 долларов на случай смерти от несчастного случая. Этой пассажиркой была 28-летняя Рита Морель (фр. Rita Morel) — жена того самого Альбера Гэ. 23 сентября полиция арестовала Альбера.
В результате расспроса Альбера Гэ был установлен мотив преступления. Хотя у Альбера и Риты росла общая 4-летняя дочь, их брак к тому времени дал трещину, так как у 31-летнего Гэ развивались бурные отношения на стороне с 17-летней официанткой Мари-Анж Робитай (фр. Marie-Ange Robitaille). Однако когда официантка узнала, что её возлюбленный женат, то бросила его, поэтому Альбер решил расстаться со своей женой. Но в те годы разводы являлись редкостью (католическая церковь и вовсе их запрещала). Выход из этой ситуации Альберу виделся только один — убийство жены, подстроенное под несчастный случай.
Его знакомый Люсьен Карро (фр. Lucien Carreau) предложил за 500 долларов отравить Риту, но Альбер отказался от этого способа. Несколькими месяцами ранее, 7 мая 1949 года на Филиппинах произошла катастрофа самолёта DC-3, в результате которой погибли 13 человек, а причиной стал взрыв заложенной на борт бомбы с таймером. Этот способ и был выбран для убийства миссис Морель.
Альбер обратился к своему другу часовщику Женеро Рюэ (фр. Généreux Ruest), чтобы тот помог ему собрать бомбу, состоящую из заряда динамита, батареи и таймера. Так как Рюэ был инвалидом, он попросил купить всё необходимое свою сестру — Маргариту Питр. Ей же выпало пронести на борт бомбу. Сам Альбер Гэ заманил свою жену на роковой рейс просьбой слетать в Бе-Комо, чтобы от его имени забрать коробочку с драгоценностями. Бомба, уничтожившая самолёт, состояла из двадцати динамитных шашек, электрической батареи и будильника.
План заговорщиков мог быть идеальным, так как самолёт после взрыва должен был упасть в воды залива Святого Лаврентия либо в одноимённую реку, а вода затем смыла бы улики. Однако всё спутала небольшая задержка с вылетом, из-за чего катастрофа произошла над сушей.

## Судебный процесс
В течение месяца все заговорщики были арестованы. На судебных слушаниях Альбер Гэ не давал показаний в свою защиту, а присяжным понадобилось всего 17 минут для признания его виновным. 12 января 1951 года Альбер был повешен. 25 июля 1952 года был повешен изготовитель бомбы — Женеро Рюэ.
Маргарита Рюэ-Питр настаивала, что не знала о содержимом пакета, переданного на борт, но её также признали виновной, приговорив к высшей мере наказания. 9 января 1953 года она была повешена, став 13-й и последней женщиной, казнённой в Канаде. Перед смертью она поблагодарила полицейских и судью, начав свою речь со слов «Я сожалею о случившемся» (фр. Je regrette tout ce qui s'est passé).